# Filhos do Éden
Filhos do Éden é uma trilogia de livros de literatura fantástica, que aborda temas como anjos, fim dos tempos e apocalipse, escrito pelo brasileiro Eduardo Spohr. Os três livros tiveram mais de 700 mil exemplares vendidos no país, juntamente com o outro best-seller A Batalha do Apocalipse, também escrito pelo autor, lançado em 2010.
Éden, uma vez que não se conceitua como uma continuação do livro A Batalha do Apocalipse, funciona como um prequel direto a ele, e, embora se estabeleça no mesmo universo criativo, não tem como figuras principais os mesmos personagens. De fato, a série se diferencia de A Batalha do Apocalipse por seu tom mais "humanizado" e por suas referências históricas mais evidentes.
Até 2014, já haviam sido lançados dois dos três livros que irão compor a série Filhos do Éden, sendo eles: "Herdeiros de Atlântida" e "Anjos da Morte", lançados em 2011 e 2013, respectivamente. Assim como A Batalha do Apocalipse, a série Filhos do Éden é publicada no Brasil pela editora Verus, do Grupo Editorial Record. O terceiro e último volume da série, intitulado "Paraíso Perdido", foi lançado em 2015.

## Livros

### "Filhos do Éden: Herdeiros de Atlântida"
Na história, a capitã celeste Kaira perde a memória e dois anjos de castas distintas, Levih e Urakin, são mandados a Terra para ajudar a mulher-anjo a recuperá-la. Em paralelo, surge Denyel, um querubim exilado que tenta voltar ao exército revolucionário de arcanjo Gabriel, para lutar a guerra civil.

### "Filhos do Éden: Anjos da Morte"
Neste livro, a trama conta a história de Denyel, sobre suas aventuras na Segunda Guerra Mundial até a queda do Muro de Berlim. Tambem narra a missão de Kaira no presente, junto com Urakin e Ismael, um novo integrante no grupo, para salvar o amigo exilado, tragado pelo redemoinho no rio Oceanus, após a batalha na Fortaleza de Athea.

### "Filhos do Éden: Paraíso Perdido"
Nesta obra, Kaira, Denyel e Urakin voltam a se unir e desta vez viajam para inúmeros lugares e dimensões, afim de cumprir de uma vez por todas a missão delegada por Gabriel: destruir Metatron, o primeiro e mais poderoso entre todos os anjos. Semelhante a eles, com a mesma missão, só que a 35 mil anos atrás, se revelará um novo Ablon e mostra como ele conseguiu enclausurar o Primeiro Anjo e tornar-se um poderoso e respeitado general.

## Desenvolvimento

### Origem
O surgimento da série começou quando logo após de ter feito sucesso com o best-seller A Batalha do Apocalipse, Eduardo Spohr decidiu criar uma saga se passando no mesmo universo de seu livro de estreia, com o aparecimento de novos personagens e o surgimento de velhos, mas que não apareceram em sua outra obra: como foi o caso do arcanjo Rafael. Todos pensaram que seria uma continuação de A Batalha do Apocalipse, mas ele próprio disse, "que a ideia era justamente não ficar preso à trama anterior". Por isso, a justificativa para um novo trabalho, que compreende uma trilogia.

### Ilustrações
Todas as ilustrações dos personagens da série, ficaram por conta do brasileiro André Ramos. Já a arte da capa é de autoria de Stephan Stölting.

## Universo

### Resumo
A série Filhos do Éden passa-se no mundo em que vivemos, habitado pelos humanos e anjos, que se misturam em meio a nossa sociedade. Contudo, há uma guerra civil envolvendo o Príncipe dos Anjos, Miguel, que pretende destruir a humanidade para colocar um reino sob sua ditadura, e Gabriel, seu irmão, que luta a favor dos seres humanos, para barrar as pretensões do poderoso príncipe.
Mas, ainda há Lúcifer, a Estrela da Manhã, que está de mãos atadas, esperando um choque entre as duas facções, para enfim mostrar o seu grande exército de demónios e subir até o Sétimo Céu e coroar-se Rei do Universo.
Enquanto esse dia não chega, a Terra aguenta as batalhas, mas com os dias contados para desmoronar.

### Arcanjos
Há apenas cinco arcanjos feitos por Deus para governar o universo em seu nome, antes dele adormecer no Sétimo Céu. São eles: Miguel, Lúcifer, Rafael, Gabriel e Uziel.
Eles são os seres mais poderosos do universo, porém, apenas Lúcifer que mesmo caindo com sua legiões de anjos ao Sheol, ainda manteve o título e posto de "Arcanjo".

### Castas Angélicas
As castas foram criadas após Deus ter vencido Tehom, a deusa do Caos e assumindo o comando do universo. E nessas castas, os anjos foram colocados para assumir suas funções.
- Querubins

Anjos guerreiros. Seus poderes são baseados em força, percepção, furtividade.
- Serafins

Nobres, políticos e burocratas. Mestres na persuasão e na manipulação da mente.
- Elohins

Vivem no plano físico, geralmente disfarçados de seres humanos. Hábeis em se adaptar a etnias e grupos sociais.
- Ofanins

Anjos da Guarda. Seres bondosos, que vagam no plano astral ajudando os seres humanos. Carismáticos, são capazes de controlar emoções.
- Hashmalins

Torturadores, anjos da punição. Controlam os espíritos e as trevas.
- Ishins

Celestes responsáveis por governar as forças elementais, fogo, terra, água e ar
- Malakins

Sua missão é estudar o universo e a humanidade. Reclusos, podem moldar o tempo e o espaço.

### Sete Céus
O paraíso é dividido em camadas, e essas camadas foram chamada de "céus". Ao todo são sete céus. Em cada céu abriga um mundo diferente com anjos diferentes e o último, é onde esta Deus, adormencendo no Monte Tsafon.
- Primeiro Céu

Tártaro. Lar dos ishins, abriga os quatro reinos elementais. É a camada mais próxima da terra
- Segundo Céu

Gehenna. O purgatório. Uma dimensão de escuridão e torturas, destinada a deter prisioneiros e almas em penitência.
- Terceiro Céu

Éden Celestial. Destino da alma dos justos após a morte.
- Quarto Céu

Acheron. Camada intermediária. Contém as fortalezas angélicas e os campos de guerra.
- Quinto Céu

Celestia. Aqui ficam o Palácio Celestial, as cidades aladas e as catedrais celestes. Era o ponto de reunião dos arcanjos antes da guerra civil.
- Sexto Céu

Raqui'a. Região controlada pelos malakins. Usada como retiro e pavilhão de estudos
- Sétimo Céu

Tsafon. Onde Deus descansa

### Planos e Dimensões
O universo fictício da série Filhos do Éden é passado onde há o mundo espiritual, o mundo dos sonhos, junto com alguns portais e vários planos. Todos os anjos são capazes de cruzar esses tecidos, tendo a vantagem de ir para o céu, a Terra ou o inferno.

### Cronologia Celeste
Em cada livro da saga, aparece uma cronologia mostrando os principais eventos que ocorreram no céu e na terra, sob a perspectiva das entidades celestes. Os que mais sabem sob a origem do universo, são os "Malakins", anjos que moram no Sexto Céu e que estudam o tempo e a humanidade.

## Outras mídias
Em 2016, Spohr lançou Filhos do Éden: Universo Expandido, uma enciclopédia e guia de RPG de mesa, escrito pelo próprio romancista e ilustrado por Andrés Ramos. Spohr disponibilizou em seu site pessoal o livro em pdf Filhos do Éden - Suplemento de RPG, adaptação compatível com o sistema Dungeons & Dragons 5.0.

## O Universo Apocalíptico pelo mundo
Os livros de Eduardo Spohr ja foram publicados em alguns países da Europa, como foi o caso de Portugal, Alemanha, Holanda e pela Ásia, na Turquia.